# Sportgemeinschaft Essen-Schönebeck 19/68 2019-2020
Questa voce raccoglie le informazioni riguardanti lo Sportgemeinschaft Essen-Schönebeck 19/68 nelle competizioni ufficiali della stagione 2019-2020.

## Maglie e sponsor
|  | Casa | Trasferta |

## Organigramma societario
Tratto dal sito societario:
Area tecnica
- Allenatore: Markus Högner
- Co allenatore: Kirsten Schlosser
- Preparatore dei portieri: Marcel Schulz
- Trainer: Petja Kaslack
- Speed-Trainer: Erskine Baker

## Rosa
Rosa, ruoli e numeri di maglia come da sito societario.
| N. |                     | Ruolo | Calciatrice         |
| -- | ------------------- | ----- | ------------------- |
| 1  | Germania (bandiera) | P     | Stina Johannes      |
| 4  | Germania (bandiera) | D     | Jule Dallmann       |
| 5  | Germania (bandiera) | C     | Alida Dzaltur       |
| 6  | Germania (bandiera) | C     | Elisa Senß          |
| 7  | Germania (bandiera) | A     | Lea Schüller        |
| 8  | Germania (bandiera) | C     | Manjou Wilde        |
| 9  | Germania (bandiera) | A     | Kirsten Nesse       |
| 11 | Germania (bandiera) | D     | Irini Ioannidou     |
| 12 | Germania (bandiera) | P     | Lisa Klostermann    |
| 13 | Germania (bandiera) | C     | Ramona Petzelberger |
| 14 | Germania (bandiera) | C     | Mara Grutkamp       |
| 16 | Germania (bandiera) | D     | Jacqueline Klasen   |
| 17 | Germania (bandiera) | A     | Nicole Anyomi       |

| N. |                     | Ruolo | Calciatrice          |
| -- | ------------------- | ----- | -------------------- |
| 18 | Germania (bandiera) | D     | Lena Ostermeier      |
| 19 | Germania (bandiera) | C     | Lena Oberdorf        |
| 20 | Germania (bandiera) | P     | Kim Sindermann       |
| 21 | Germania (bandiera) | C     | Ina Lehmann          |
| 22 | Germania (bandiera) | D     | Nina Brüggemann      |
| 24 | Germania (bandiera) | P     | Josephine Plehn      |
| 25 | Germania (bandiera) | C     | Maria Cristina Lange |
| 27 | Germania (bandiera) | D     | Marina Hegering      |
| 29 | Germania (bandiera) | D     | Annalena Breitenbach |
| 30 | Germania (bandiera) | P     | Jil Strüngmann       |
| 31 | Germania (bandiera) | C     | Jana Feldkamp        |
| 33 | Germania (bandiera) | A     | Turid Knaak          |

## Calciomercato

### Sessione estiva
| Acquisti | Acquisti             | Acquisti     | Acquisti                        |
| R.       | Nome                 | da           | Modalità                        |
| -------- | -------------------- | ------------ | ------------------------------- |
| P        | Josephine Plehn      | Bochum       | definitivo                      |
| D        | Alida Dzaltur        | SGS Essen II | aggregata dalla squadra riserve |
| C        | Maria Cristina Lange | Wolfsburg II | definitivo                      |
| C        | Elisa Senß           | Meppen       | definitivo                      |

| Cessioni | Cessioni         | Cessioni      | Cessioni   |
| R.       | Nome             | a             | Modalità   |
| -------- | ---------------- | ------------- | ---------- |
| D        | Isabel Hochstein | MSV Duisburg  | definitivo |
| C        | Linda Dallmann   | Bayern Monaco | definitivo |
| A        | Annalena Rieke   | Gütersloh     | definitivo |

## Risultati

### Frauen-Bundesliga

#### Girone di andata
| Arbitro: | Kunkel (Amburgo) |

|                                        |           |             |
| Schüller 7’ Wilde 12’ Petzelberger 42’ | Marcatori | 84’ Rudelić |

| Arbitro: | Appelmann (Alzey) |

|                                     |           |  |
| Fiebig 18’, 62’ Van Bonn 29’ (rig.) | Marcatori |  |

| Arbitro: | Joos (Leinfelden-Echterdingen) |

|                                    |           |                 |
| Turid Knaak 84’ Petzelberger 90+2’ | Marcatori | 27’ Halverkamps |

| Arbitro: | Michel (Gau-Odernheim) |

|                                                            |           |  |
| Billa 4’, 66’ Hartig 14’, 23’, 50’ Fühner 18’ Lattwein 85’ | Marcatori |  |

| Arbitro: | Heidenreich (Sereetz) |

|                         |           |  |
| Schüller 44’ Klasen 76’ | Marcatori |  |

| Arbitro: | Schwermer (Rieder) |

|           |           |                                                                   |
| Meyer 56’ | Marcatori | 36’ Ostermeier 51’, 79’, 85’ Schüller 53’ Oberdorf 59’, 88’ Knaak |

| Arbitro: | Wildfeuer (Lubecca) |

|                           |           |                 |
| Anyomi 14’, 65’ Knaak 51’ | Marcatori | 35’ (rig.) Kohr |

| Arbitro: | Söder (Ingolstadt) |

|                                                                          |           |           |
| Wolter 7’ Harder 35’ Klasen 55’ (aut.) Gunnarsdóttir 85’ (rig.) Neto 87’ | Marcatori | 60’ Knaak |

| Arbitro: | Joos (Leinfelden-Echterdingen) |

|              |           |              |
| Freigang 28’ | Marcatori | 49’ Schüller |

| Arbitro: | Derlin (Bad Schwartau) |

|                                                             |           |  |
| Schüller 2’, 74’ (rig.) Brüggemann 66’ Anyomi 74’ Lange 89’ | Marcatori |  |

| Arbitro: | Kunkel (Amburgo) |

|                      |           |  |
| Beerensteyn 54’, 61’ | Marcatori |  |

#### Girone di ritorno
| Arbitro: | Michel (Gau-Odernheim) |

|                         |           |  |
| Rudelić 11’ Nikolić 39’ | Marcatori |  |

| Arbitro: | Stolz (Pritzwalk) |

|                                                     |           |                        |
| Schüller 5’, 32’ (rig.), 70’ Anyomi 9’ Feldkamp 64’ | Marcatori | 35’ Fiebig 77’ Hoppius |

| Arbitro: | Weigelt (Lipsia) |

|  |           |                                              |
|  | Marcatori | 1’ Brüggemann 10’, 40’ Schüller 63’ Oberdorf |

| Arbitro: | Heidenreich (Sereetz) |

|                                  |           |                              |
| Schüller 19’, 82’ Ostermeier 26’ | Marcatori | 12’ Waßmuth 90+2’ Beuschlein |

| Arbitro: | Hussein (Bad Harzburg) |

|             |           |  |
| Mesjasz 73’ | Marcatori |  |

| Arbitro: | Diekmann (Dortmund) |

|           |           |           |
| Nesse 63’ | Marcatori | 15’ Meyer |

| Arbitro: | Appelmann (Alzey) |

|            |           |  |
| Rinast 90’ | Marcatori |  |

| Arbitro: | Biehl (Siesbach) |

|  |           |                           |
|  | Marcatori | 30’, 46’ Pajor 45’ Harder |

| Arbitro: | Wacker (Lehrensteinsfeld) |

|                               |           |                     |
| Schüller 73’ Dunst 82’ (aut.) | Marcatori | 54’ (aut.) Hegering |

| Arbitro: | Hussein (Bad Harzburg) |

|           |           |                            |
| Minge 47’ | Marcatori | 25’ Ioannidou 76’ Oberdorf |

| Arbitro: | Kunkel (Amburgo) |

|  |           |                                                  |
|  | Marcatori | 45+3’ Magull 72’ Dallmann 74’ (rig.) Damnjanović |

### DFB-Pokal der Frauen
| Arbitro: | Westerhoff (Bochum) |

|              |           |                                                |
| Endemann 49’ | Marcatori | 37’, 67’ Schüller 52’ Senß 54’ Knaak 82’ Lange |

| Arbitro: | Stolz (Pritzwalk) |

|            |           |                                    |
| Linden 90’ | Marcatori | 50’ Schüller 64’ Senß 90+1’ Anyomi |

| Arbitro: | Weigelt (Lipsia) |

|              |           |                                        |
| Weidauer 38’ | Marcatori | 45’ Anyomi 45+1’ Schüller 51’ Hegering |

| Arbitro: | Michel (Gau-Odernheim) |

|                  |           |                                             |
| Barth 56’ (rig.) | Marcatori | 3’ Petzelberger 42’ Feldkamp 90+3’ Schüller |

| Arbitro: | Westerhoff |

|                                              |                      |                                          |
| Harder 11’ Blässe 70’ Janssen-Bloodworth 86’ | Marcatori            | 1’ Schüller 18’ Hegering 90+1’ Ioannidou |
| Janssen-Bloodworth Neto Popp Goeßling Harder | Tiri di rigore 4 – 2 | Schüller Oberdorf Ioannidou Brüggemann   |

## Statistiche

### Statistiche di squadra
| Competizione         | Punti | In casa | In casa | In casa | In casa | In casa | In casa | In trasferta | In trasferta | In trasferta | In trasferta | In trasferta | In trasferta | Totale | Totale | Totale | Totale | Totale | Totale | DR  |
| Competizione         | Punti | G       | V       | N       | P       | Gf      | Gs      | G            | V            | N            | P            | Gf           | Gs           | G      | V      | N      | P      | Gf     | Gs     | DR  |
| -------------------- | ----- | ------- | ------- | ------- | ------- | ------- | ------- | ------------ | ------------ | ------------ | ------------ | ------------ | ------------ | ------ | ------ | ------ | ------ | ------ | ------ | --- |
| Frauen-Bundesliga    | 35    | 11      | 8       | 1       | 2       | 26      | 15      | 11           | 3            | 1            | 7            | 15           | 24           | 22     | 11     | 2      | 9      | 41     | 39     | +2  |
| DFB-Pokal der Frauen | -     | -       | -       | -       | -       | -       | -       | 5            | 4            | 1            | 0            | 17           | 7            | 5      | 4      | 1      | 0      | 17     | 7      | +10 |
| Totale               | -     | 11      | 8       | 1       | 2       | 26      | 15      | 16           | 7            | 2            | 7            | 32           | 31           | 27     | 15     | 3      | 9      | 58     | 46     | +12 |

### Andamento in campionato
| Giornata  | 1 | 2 | 3 | 4 | 5 | 6 | 7 | 8 | 9 | 10 | 11 | 12 | 13 | 14 | 15 | 16 | 17 | 18 | 19 | 20 | 21 | 22 |
| --------- | - | - | - | - | - | - | - | - | - | -- | -- | -- | -- | -- | -- | -- | -- | -- | -- | -- | -- | -- |
| Luogo     | C | T | C | T | C | T | C | T | T | C  | T  | T  | C  | T  | C  | T  | C  | T  | C  | C  | T  | C  |
| Risultato | V | P | V | P | V | V | V | P | N | V  | P  | P  | V  | V  | V  | P  | N  | P  | P  | V  | V  | P  |
| Posizione | 2 | 6 | 6 | 7 | 5 | 4 | 4 | 4 | 4 | 4  | 4  | 4  | 4  | 4  | 4  | 4  | 5  | 5  | 6  | 6  | 4  | 5  |

Legenda:

Luogo: C = Casa; T = Trasferta. Risultato: V = Vittoria; N = Pareggio; P = Sconfitta.

### Statistiche delle giocatrici
| Giocatore       | Frauen-Bundesliga | Frauen-Bundesliga | Frauen-Bundesliga | Frauen-Bundesliga | DFB-Pokal der Frauen | DFB-Pokal der Frauen | DFB-Pokal der Frauen | DFB-Pokal der Frauen | Totale   | Totale | Totale      | Totale     |
| Giocatore       | Presenze          | Reti              | Ammonizioni       | Espulsioni        | Presenze             | Reti                 | Ammonizioni          | Espulsioni           | Presenze | Reti   | Ammonizioni | Espulsioni |
| --------------- | ----------------- | ----------------- | ----------------- | ----------------- | -------------------- | -------------------- | -------------------- | -------------------- | -------- | ------ | ----------- | ---------- |
| N. Anyomi       | 21                | 4                 | 2                 | 0                 | 5                    | 2                    | 2                    | 0                    | 26       | 6      | 4           | 0          |
| A. Breitenbach  | 3                 | 0                 | 0                 | 0                 | 1                    | 0                    | 0                    | 0                    | 4        | 0      | 0           | 0          |
| N. Brüggemann   | 15                | 2                 | 2                 | 0                 | 5                    | 0                    | 0                    | 0                    | 20       | 2      | 2           | 0          |
| A. Dzaltur      | 6                 | 0                 | 0                 | 0                 | 1                    | 0                    | 0                    | 0                    | 7        | 0      | 0           | 0          |
| J. Feldkamp     | 22                | 1                 | 1                 | 0                 | 5                    | 1                    | 1                    | 0                    | 27       | 2      | 2           | 0          |
| M. Grutkamp     | 15                | 0                 | 0                 | 0                 | 3                    | 0                    | 0                    | 0                    | 18       | 0      | 0           | 0          |
| M. Hegering     | 16                | 0                 | 3                 | 0                 | 4                    | 2                    | 1                    | 0                    | 20       | 2      | 4           | 0          |
| I. Ioannidou    | 4                 | 1                 | 0                 | 0                 | 1                    | 1                    | 0                    | 0                    | 5        | 2      | 0           | 0          |
| S. Johannes     | 7                 | -9                | 0                 | 0                 | 3                    | -6                   | 0                    | 0                    | 10       | -15    | 0           | 0          |
| J. Klasen       | 18                | 1                 | 1                 | 0                 | 4                    | 0                    | 0                    | 0                    | 22       | 1      | 1           | 0          |
| L. Klostermann  | -                 | -                 | -                 | -                 | -                    | -                    | -                    | -                    | -        | -      | -           | -          |
| T. Knaak        | 22                | 5                 | 0                 | 0                 | 5                    | 1                    | 0                    | 0                    | 27       | 6      | 0           | 0          |
| M.C. Lange      | 16                | 1                 | 0                 | 0                 | 1                    | 1                    | 0                    | 0                    | 17       | 2      | 0           | 0          |
| I. Lehmann      | -                 | -                 | -                 | -                 | -                    | -                    | -                    | -                    | -        | -      | -           | -          |
| K. Nesse        | 13                | 1                 | 0                 | 0                 | 3                    | 0                    | 0                    | 0                    | 16       | 1      | 0           | 0          |
| L. Oberdorf     | 20                | 3                 | 2                 | 0                 | 4                    | 0                    | 1                    | 0                    | 24       | 3      | 3           | 0          |
| L. Ostermeier   | 22                | 2                 | 1                 | 0                 | 5                    | 0                    | 0                    | 0                    | 27       | 2      | 1           | 0          |
| R. Petzelberger | 10                | 2                 | 0                 | 0                 | 4                    | 1                    | 0                    | 0                    | 14       | 3      | 0           | 0          |
| J. Plehn        | 9                 | -18               | 0                 | 0                 | 2                    | -2                   | 0                    | 0                    | 11       | -20    | 0           | 0          |
| E. Senß         | 22                | 0                 | 4                 | 0                 | 5                    | 2                    | 0                    | 0                    | 27       | 2      | 4           | 0          |
| L. Schüller     | 22                | 16                | 1                 | 0                 | 5                    | 6                    | 0                    | 0                    | 27       | 22     | 1           | 0          |
| K. Sindermann   | 3                 | -7                | 1                 | 0                 | 0                    | 0                    | 0                    | 0                    | 3        | -7     | 1           | 0          |
| J. Strüngmann   | 3                 | -2                | 0                 | 0                 | 0                    | 0                    | 0                    | 0                    | 3        | -2     | 0           | 0          |
| M. Thies        | 1                 | 0                 | 0                 | 0                 | -                    | -                    | -                    | -                    | 1        | 0      | 0           | 0          |
| M. Wilde        | 19                | 1                 | 0                 | 0                 | 4                    | 0                    | 0                    | 0                    | 23       | 1      | 0           | 0          |